# Association sportive Port-Louis 2000
Maillots
L'AS Port-Louis 2000 est un club de football mauricien basé à Port Louis.

## Historique
- 2000 : fondation du club

## Palmarès
- Championnat de Maurice (6)
  - Champion : 2002, 2003, 2004, 2005, 2011, 2016
- Coupe de Maurice (3)
  - Vainqueur[2] : 2002, 2005, 2017
  - Finaliste : 2003, 2007, 2023
- Coupe de la République (4)
  - Vainqueur[2] : 2001, 2004, 2005, 2014

## Entraîneurs
- 2012-2013  Joe Tshupula